# Discomove Hamburg
Der Discomove Hamburg ist ein Disco- und Tanz-Festival, das seit 2014 jedes Jahr im Mai in Hamburg-Harburg stattfindet und als eine der größten derartigen Veranstaltung in Deutschland gilt.
Als Geburtsjahr des Discomoves gilt das Jahr 2014, als Alternative zum Schlagermove, bei dem überwiegend deutsche Schlager gespielt werden. Waren es damals noch etwa 15.000 Besucher, feierten im Folgejahr über 20.000 Menschen das Fest. Am Nachmittag fahren bis zu 25 Trucks und Privatwagen mit großen Musikanlagen und tanzenden Discofans durch den Hamburger Binnenhafen und beschallen die umliegenden Straßen mit Discomusik. Viele Besucher verkleiden sich im Stil der 1970er und 1980er Jahre oder als damalige Discostars, tragen dabei unter anderen Schlaghosen, bunte, schrille Klamotten, sowie überdimensionale Sonnenbrillen oder Perücken.
Die Veranstaltung in Harburg findet an einem Wochenende im Mai statt. Es findet neben dem Umzug gleichzeitig am Nachmittag auf dem Kanalplatz eine große Party und Tanzveranstaltung mit zwei Musiktürmen und DJ-Teams statt. Moderiert wird diese vom NDR-Moderator Michael Wittig.